# شهرويران (ديلم)
شهرويران (بالفارسية: شهرویران) هي قرية تقع في قسم ليراوي الأوسط الريفي (مقاطعة ديلم) في إيران. يقدر عدد سكانها بـ 19 نسمة .